# Cytheropteron porterae
Cytheropteron porterae is een mosselkreeftjessoort uit de familie van de Cytheruridae. De wetenschappelijke naam van de soort is voor het eerst geldig gepubliceerd in 1987 door Whatley & Coles.